# Tetilla ridleyi
Tetilla ridleyi är en svampdjursart som beskrevs av William Johnson Sollas 1888. Tetilla ridleyi ingår i släktet Tetilla och familjen Tetillidae.
Artens utbredningsområde är havet utanför Glorioso. Inga underarter finns listade i Catalogue of Life.